# Histiomena marginata
Histiomena marginata is een slakkensoort uit de familie van de Arminidae. De wetenschappelijke naam van de soort is voor het eerst geldig gepubliceerd in 1859 door Ørsted in Mörch.